# فلاش تکمیلی

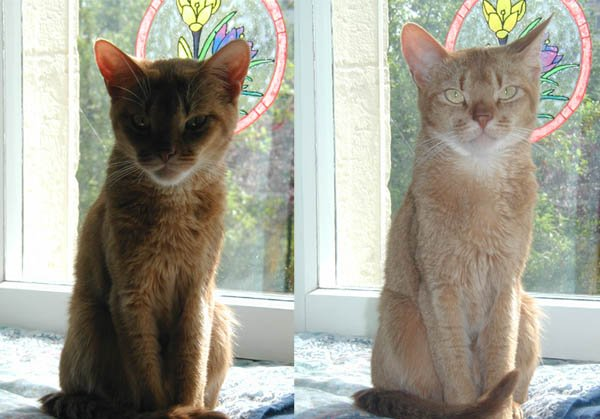
عکس سمت چپ بدون فلاش سمت راست با فلاش تکمیلی

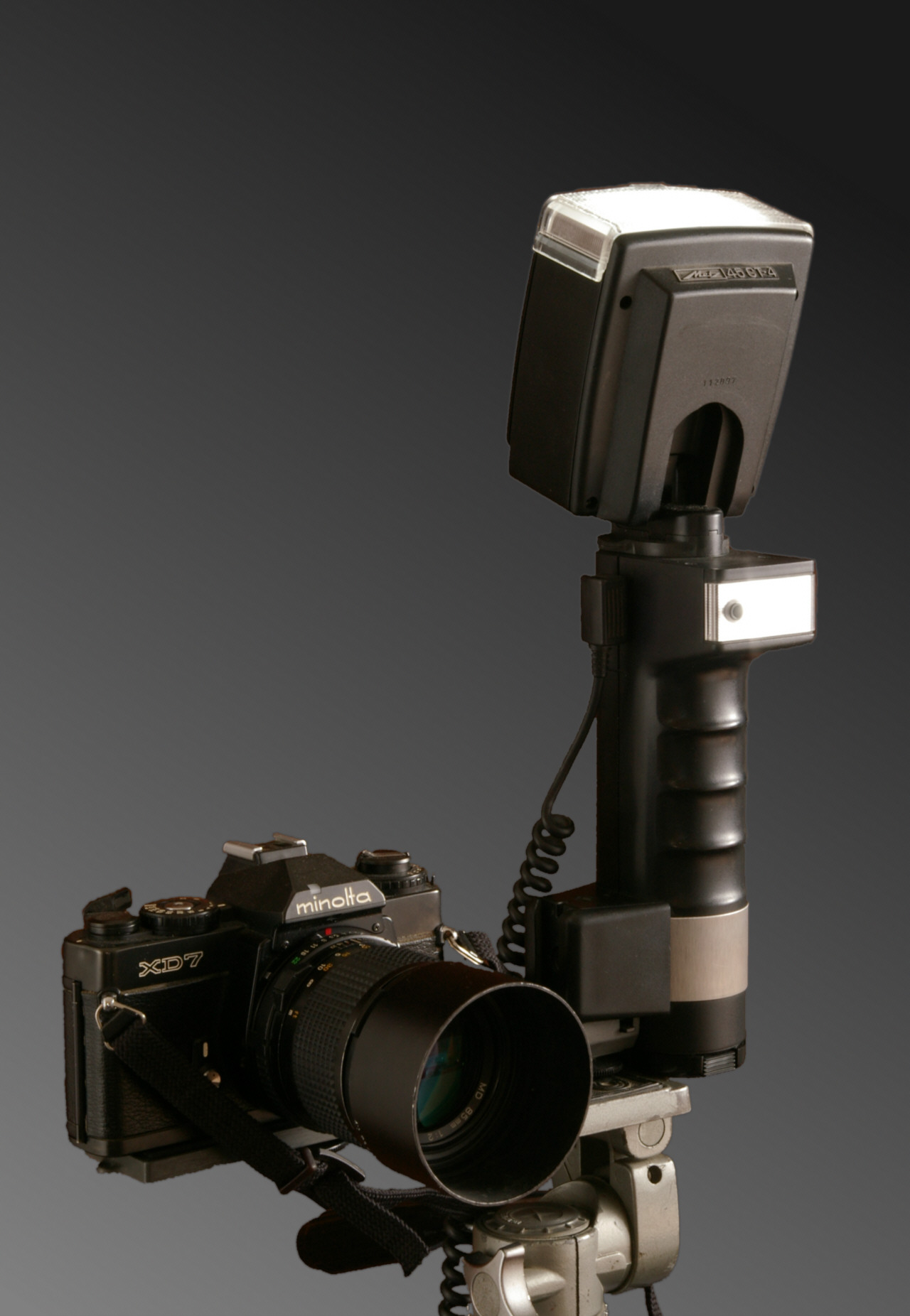
دوربینی با فلاش مخصوص به خودش

فلاش تکمیلی یا فلاش پُرکننده به فلاشی گفته می‌شود که در شرایط پرنور به‌کار می‌رود و برای افزایش نور پیش‌زمینه سوژه و به تعادل رساندن آن نسبت به پس‌زمینهٔ پرنور است.
اکثر دوربین‌های عکاسی دارای حالت فلاش تکمیلی هستند که فلاش را مجبور می‌کند حتی در نور شدید روشن شود.
بسته به فاصله تا سوژه، استفاده از تمام قدرت فلاش ممکن است سوژه را به ویژه در فاصله نزدیک تا حد زیادی نوردهی کند. برخی از دوربین‌ها اجازه می‌دهند که سطح فلاش به صورت دستی تنظیم شود. ۱/۳، ۱/۲ یا ۱/۸ توان، به طوری که هم پیش زمینه و هم پس زمینه به درستی در معرض دید قرار می‌گیرند، یا امکان جبران نوردهی خودکار فلاش را فراهم می‌کند.

## مزایا و معایب فلاش تکمیلی نزدیک به محور
مزیت استفاده از فلاش تکمیل‌کننده واقع در نزدیکی محور لنز، «عادی‌سازی» نوردهی در موقعیت‌هایی مانند نور پس‌زمینه است که بیش از توانایی دوربین برای کنترل کنتراست نور وجود دارد. نقطه فقدان سرنخ‌های مدل‌سازی جهت‌دار است همان ضعفی که در عکس‌های فلاش نزدیک به محور داخلی مشاهده می‌شود. فلاش نزدیک به محور در خارج از خانه غیرطبیعی به نظر می‌رسد زیرا نور طبیعی از بالای سر ناشی می‌شود که بر روی سطوح گرد مانند گونه‌ها برجسته می‌شود و سرنخ‌های سایه رو به پایین و کناری ایجاد می‌کند که در ترکیب به مغز کمک می‌کند شکل سه بعدی اشیاء را در عکس‌های دو بعدی تفسیر کند.